# كتيبة السيف

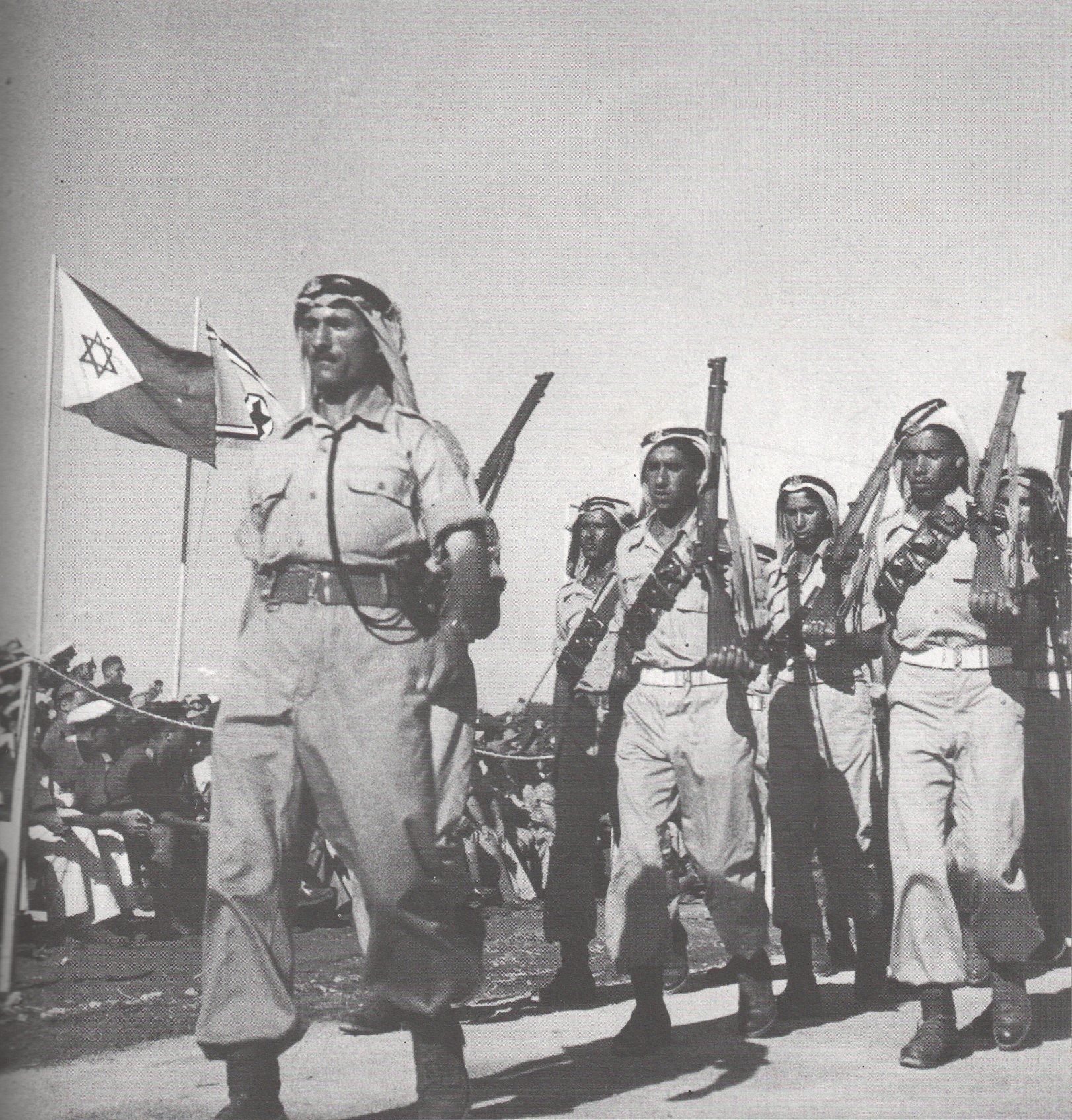
مقاتلي البادية من "عرب الهيب" في استعراض عسكري عام 1949م.

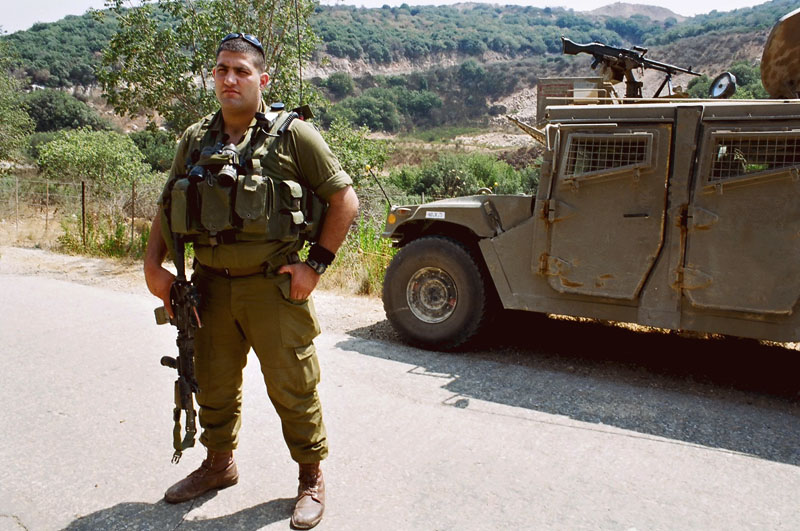
جندي درزي من قوات الدفاع الإسرائيلي.

كتيبة السيف (بالعبرية: גדוד חרב)، المعروفة سابقاً باسم الوحدة 299 ووحدة الأقلية بالإضافة إلى الكتيبة الدرزية، هي وحدة عسكرية ناطقة باللغة العربية من الدروز من أهل فلسطين في الجيش الإسرائيلي. حيث يخدم المقاتلين من غير اليهود عادة في وحدة الاستطلاع الدرزية ووحدة تعقب البدو بالإضافة إلى جميع الوحدات الأخرى في الجيش الإسرائيلي. تأسست الوحدة في صيف 1948 وقاتلت بجانب الكتائب الإسرائيلية ضد المقاتلين الفلسطينيين والقوات العربية وجيش الإنقاذ.

## تاريخها
تشكلّت كتيبة السيف في أوائل صيف 1948 بدمج وحدة من المنشقين الدروز من جيش الإنقاذ وأعداد صغيرة من البدو والشركس. أُلحقّت الوحدة بلواء عوديد وحاربت في عملية حيرام في أكتوبر 1948. وحاربت في كل حرب منذ ذلك الحين. حالياً، معظم أعضاء الوحدة من الدروز ولكن هناك أيضا بدو وشركس ومسيحيون وعرب مسلمون. أنتجت الوحدة العديد من الجنرالات.
تضم كتيبة السيف فرعاً صغيراً من القوات الخاصة التابعة لنخبة سيريت.
يخضع الرجال الدروز والشركس للتجنيد الإجباري في الجيش الإسرائيلي. في منتصف الخمسينيات من القرن الماضي، ناشدت القيادة الدرزية دافيد بن غوريون، وزير الدفاع آنذاك، تجنيد الرجال الدروز على قدم المساواة مع اليهود. سمح قانون دفاع الدولة لسنة 1949، الذي دعا إلى تجنيد جميع الأفراد في البلاد، للوزير بإصدار إعفاءات لفئات معينة. طالب الدروز بإلغاء إعفاءهم. بل إنهم أصلاً، خدموا في إطار وحدة خاصة. منذ ثمانينيات القرن الماضي، انضم الجنود الدروز إلى الوحدات القتالية النظامية ونالوا رتباً عالية وإشادة بخدمتهم المميزة. يخدم 83٪ من شباب الدروز في الجيش، بحسب إحصائيات الجيش الإسرائيلي. ووفقاً له، قُتل 369 جنديا درزياً خلال عمليات قتالية منذ 1948.
هناك سياسة حكومية طويلة الأمد لتشجيع البدو على التطوع وتقديم الحوافز المختلفة لهم. في بعض المجتمعات البدوية، يُنظر إلى العمل العسكري على أنه وسيلة للحراك الاجتماعي. كما يُقبل العرب المسلمين والمسيحيين كمتطوعين.
في 1987، تغير اسم الوحدة 299 رسمياً إلى «كتيبة السيف» (غدود خِريف بالعبرية).
في مايو 2015، نشر الجيش الإسرائيلي خططاً لحل كتيبة السيف، بعد أن كشفت الأبحاث أن الغالبية العظمى من المجندين يفضلون الاندماج في بقية الجيش.

## معرض الصور

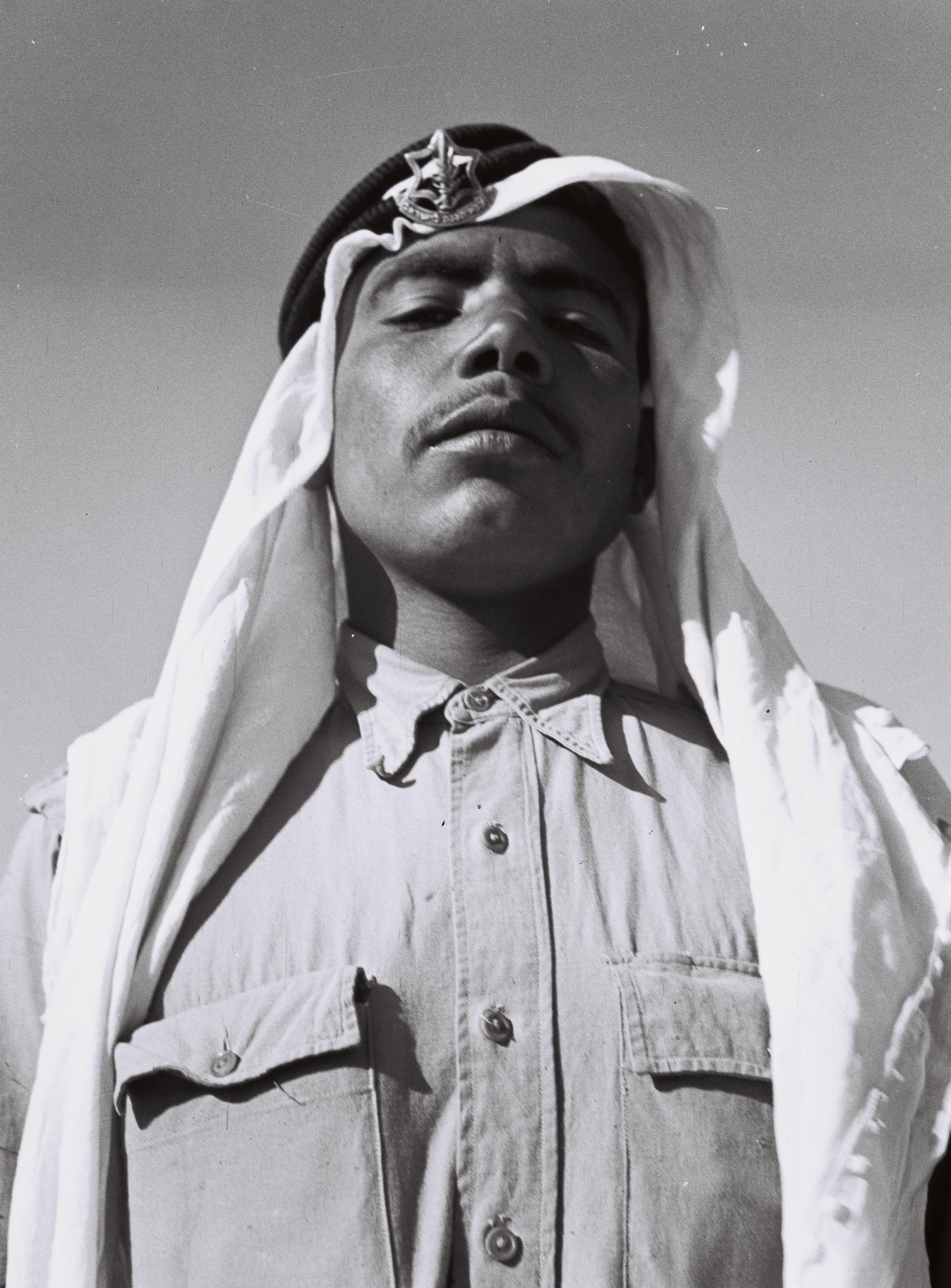
بدوي يخدم في إحدى وحدات الأقلية في الجيش الإسرائيلي (13/05/1949).
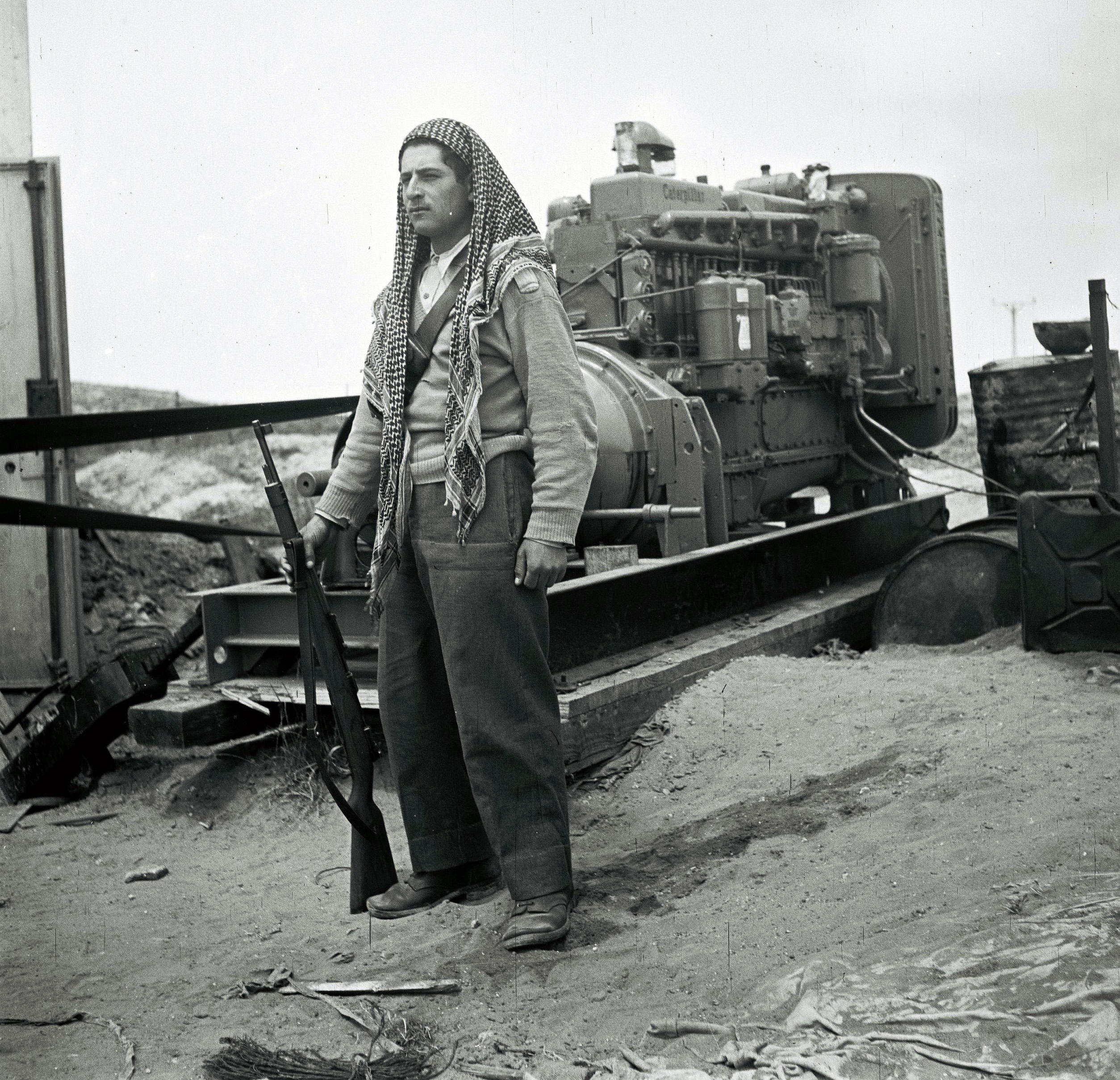
جندي درزي في الجيش الإسرائيلي يحرس محطة طاقة متنقلة بواسطة بندقية ماوزر كار. 98 ك (13/5/1949)
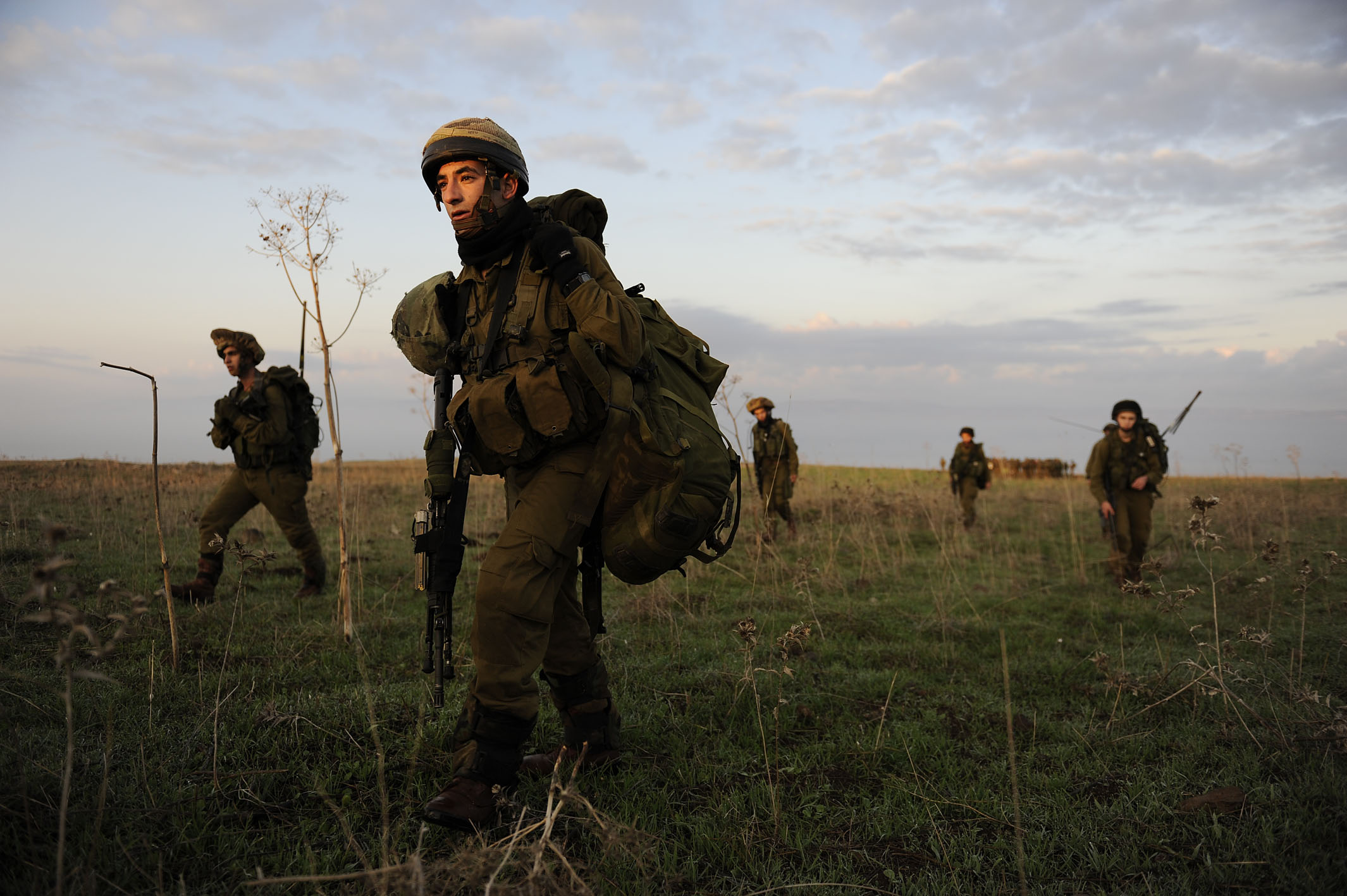
كتيبة "السيف" التابعة للجيش الإسرائيلي خلال تدريب في 2011